# (17938) Tamsendrew
(17938) Tamsendrew (1999 HW6) – planetoida z pasa głównego asteroid okrążająca Słońce w ciągu 3,62 lat w średniej odległości 2,36 j.a. Odkryta 17 kwietnia 1999 roku.